# Rimski ugovori (1941.)
Rimski ugovori su naziv za tri ugovora potpisana 18. svibnja 1941. u 12:30 između NDH i Kraljevine Italije u Palazzo Venezia u Rimu. Potpisivanju ugovora prisustvovali su predsjednici vlada dviju država, talijanski ministar vanjskih poslova, grof Galeazzo Ciano, te svi ministri vlade NDH.
Iako je imao više stavaka, u povijesti je najviše ostao upamćen dio vezan za razgraničenje dviju država te je bio po mnogima jedna od najvećih tragedija u povijesti hrvatskog naroda. Prema tom ugovoru, što su ga potpisali Pavelić i Mussolini, Italija je dobila dijelove Dalmacije i to: područje Zadra, Šibenika, Splita, otoke Vis, Korčulu, Mljet i mnoge druge manje, zatim Boku kotorsku te dijelove Hrvatskog primorja (otoke Krk i Rab) i Gorskog kotara.
Odredbe Rimskih ("Ugovora o jamstvu i suradnji") proizvodile bi učinak da bi "Kraljevina Hrvatska" bila talijanski protektorat, što u stvarnosti ona nije bila jer je utjecaj nacističke Njemačke na vlast u Zagrebu uvijek bio jači od utjecaja Italije. Preuzete ugovorne obveze nijedna od strana nije izvršavala u dobroj vjeri: vlast u Zagrebu uspijevala je da većinu svojih neravnopravnih obveza izigra, ili da učini da one ostanu mrtvo slovo na papiru; a talijanske vojne i civilne vlasti u drugoj i trećoj zoni ponašale zapravo kao okupacijska sila koja se malo ili nimalo nije osvrtala na lokalne organe vlasti države pod svojim navodnim protektoratom.

## Prije ugovora
Još 1927. Pavelić je Mussoliniju izrazio spremnost na prepuštanje velikih dijelova istočnojadranske obale Italiji. U bilješci o Ljubljanskim pregovorima od 25. travnja 1941. navodi se kako Pavelić tvrdi da bi ga ostvarivanje zahtjeva grofa Ciana (prepuštanje teritorija od Rijeke do Boke kotorske) dovelo do pada. No, premda je Pavelićeva pratnja nepopustljiva u bilo kakvom predavanju teritorija naseljenog Hrvatima Italiji, sam Pavelić je već tad bio spreman na teritorijalne ustupke i personalnu uniju ili monarhiju sa savojskim princom na čelu.

## Sadržaj ugovora
Rimski ugovori su zapravo tri zasebna dokumenta:
- prvim dokumentom  ("Ugovor o određivanju granice između Kraljevine Hrvatske i Kraljevine Italije") je utvrđena granica između dviju država. Pored etničkog hrvatskog područja koje je Italiji već bilo pripalo ugovorima sklopljenima s Kraljevinom Jugoslavijom nakon I. svjetskog rata, Italija je anektirala daljnji teritorij - okolicu Zadra, Šibenik, Split, otoke Rab, Krk, Vis, Lastovo, Korčula, Mljet i mnoštvo drugih manjih otoka, kao i Boku kotorsku te dijelove Hrvatskog primorja i Gorskog kotara, ukupno 5.380 km2 teritorija naseljenog s približno 400.000 Hrvata i posve neznatnim brojem Talijana. Od morske obale Hrvatskoj su ostavljena uglavnom područja s nepristupačnom obalom i bez većih luka, s izuzetkom Dubrovnika;[3]
- drugim istodobno sklopljenim ugovorom ("Sporazum o pitanjima vojničkoga značaja"), NDH se obvezala da će otoci i morska obala biti pod potpunom talijanskom vojnom kontrolom (tzv. Prva zona), a da u širem području u zaleđu (tzv. Druga, demilitarizirana zona) neće podizati nikakve vojne objekte, ni držati ratnu mornaricu. Uspostava prve i druge zone je u pregovorima predstavljena kao talijansko popuštanje - naime, oni su ispočetka zahtijevali da cijelo to područje te još šire područje zaleđa - sve do Karlovca - budu izravno pripojeni Italiji, pri čemu NDH ne bi ostao nikakav izlaz na more;
- trećim dokumentom ("Ugovor o jamstvu i suradnji između Kraljevine Hrvatske i Kraljevine Italije") Italija je postala jamcem političke nezavisnosti hrvatske države, s talijanskim pokroviteljstvom u vanjskopolitičkim i vojnim pitanjima, a bilo je predviđeno također valutno i carinsko povezivanje.[3]

Treći ugovor nikad nije bio proveden u cijelosti iako je dogovoren, posebno odrednica vezana za krunjenje savojskog princa Aimonea Roberta Margherita Maria Giuseppea di Torino za hrvatskog kralja pod imenom Tomislav II.Hrvatsko izaslanstvo je uspjelo odbiti stvaranje zajedničke vojske Kraljevine Italije i NDH; svoje će oružane snage NDH do kapitulacije Italije 1943. godine tek sporo razviti. No, najteže je bilo pitanje razgraničenja. Jedan od hrvatskih časnika iz izaslanstva piše:
Na sličan način razvoj događaja prikazao je i Ante Pavelić u intervjuu koji je dao u emigraciji 1949. godine.
Italija je dobila gotovo cijelu Dalmaciju i to: područje Zadra, Šibenika, Splita, otoke Rab, Krk, Vis, Lastovo, Korčulu, Mljet i mnoge druge manje, zatim Boku kotorsku te dijelove Hrvatskog primorja i Gorskog kotara. Odmah nakon sklapanja sporazuma Italija je napravila novu administrativnu podjelu ustupljenih područja. Dijelove Hrvatskog primorja i Gorskog kotara, s otocima Krkom i Rabom, priključila je Riječkoj provinciji, a anektirani dijelovi Dalmacije i Boke kotorske s otocima, zajedno s bivšom Zadarskom provincijom, ušli su u sastav Guvernatorata Dalmacija, tako da je Dalmacija opet bila administrativno podijeljena na tri pokrajine: Zadarsku, Splitsku i Kotorsku.
Visoki troškovi talijanskih okupacijskih trupa - oko 200.000 vojnika, tj. daleko više od vlastitih oružanih snaga NDH - kao i troškovi talijanskih policijskih snaga i civilnih činovnika koji su nadzirali domaću civilnu upravu naplaćivali su se iz proračuna NDH.
Teritorijalni ustupci sveli su se na predavanje većeg dijela Dalmacije s pojedinim većim gradovima, dok NDH dobiva izlaz na more u bivšim kotarevima Novi, Senj, Crikvenica te općinama Karlobag i Kraljevica (u podvelebitskom primorju) i na slabo razvijenom području od Omiša do Dubrovnika. U sklopu NDH ostali su i otoci Brač, Hvar, Pag, Šipan, Šćedro, Maun, Lokrum, Lopud i Koločep. Posebna konvencija se trebala zaključiti u vezi s upravnim uređenjem grada Splita,  predgrađa Kaštela i otoka Korčule. NDH je zahtijevala autonomiju za ta područja, što Italija nije bila voljna pružiti.

## Posljedice
S ovim ugovorima teritorijalni sporovi između NDH i Kraljevine Italije nisu završeni. Posljedice ugovora su bile katastrofalne -  nestajanje početnog oduševljenja novonastalom hrvatskom državom i gnjev na ustašku vlast u cijeloj NDH. U javnosti je postala izražena mržnja prema Talijanima. Dolazi i do javnih prosvjeda, usprkos redarstvenom satu i vojnoj okupaciji. Ugovori su također pridonijeli i jačanju Narodnooslobodilačkog pokreta u Dalmaciji - hrvatski krajevi pod talijanskom vlašću (koji su skoro isključivo bili naseljeni etničkim Hrvatima) za vrijeme 2. svj. rata su dali do 100.000 partizanskih boraca.
Na terenu su Talijani poštivali ugovore s NDH onoliko, koliko im je to odgovaralo. Tako je u Splitu - za kojega je ugovorom propisano da će imati nekakav poseban status - gdje su talijanske okupacijske vlasti posve razvlastile ustaše već 21. travnja 1941. godine, u prvom broju časopisa "San Marco" (koji se izdavao u Splitu) od 29. travnja 1941. godine bila objavljena odluka da se u gradu smiju isticati jedino talijanske zastave, a da u javnim prostorima moraju biti izvješene slike talijanskog kralja i Mussolinija; ubrzo su u Split doveli veliki broj talijanskih činovnika da odatle upravljaju širim područjem NDH okupiranim od Talijana u kojem su namjeravali uspostaviti talijansku civilnu upravu.
Dana 18. svibnja 1941. Tomislav II. postaje službeno kralj Hrvatske, na ceremoniji u Kvirinalskoj palači u Rimu, gdje je Ante Pavelić s nekoliko hrvatskih izaslanika tražio od talijanskoga kralja Viktora Emanuela III. da Amiona od Savoye imenuje hrvatskim kraljem. Amionea je kraljem imenovao njegov rođak, Viktor Emanuel III. Pri primanju Zvonimirove krune uzeo je ime Tomislav II., kao spomen na prvoga hrvatskog kralja Tomislava. Krunidba je predviđena u Tomislavgradu, ali je Aimone odbio otići u Hrvatsku zbog krize oko "Dalmatinskoga pitanja". Tomislav II. osjećao je da Dalmacija nikada ne može biti talijanska zemlja i da su Rimski ugovori neprijatelj hrvatsko-talijanskom izmirenju. Jedan od ostalih razloga zašto nije došao u Hrvatsku bila je ugroženost njegove osobne sigurnosti. Nikada nije imao stvarnu vlast za vladavine ustaške Vlade (čak ni na dijelu NDH kojega su kontrolirale talijanske okupacijske snage), koja je njegovu titulu kralja pretvorila samo u neznatan simbol nekadašnjega slavnog kraljevstva.
U dobro planiranom nastojanju da onemoguće uspostavu funkcionalne hrvatske države" koja bi mogla osujetiti talijansku politiku ovladavanja Jadranom kao svojim unutrašnjim morem (takve planove je Italija imala zapravo s cijelim istočnim Mediteranom; odatle i talijanska invazija na Albaniju 1939. i Grčku 1940., te formiranje "vazalne" Kraljevine Crne Gore s talijanskim kraljem kao suverenom) i stateško ovladavanju izlazom srednje i istočne Europe na Sredozemlje, Talijani sabotiraju uspostavu vlasti NDH na području svoje okupacijske zone i podupiru formiranje četničkih postrojbi: takvo u suštini neprijateljsko nastojanje Italije prema NDH je već sredinom 1941. god. posve očito i ustaškom vrhu, i njemačkim predstavnicima u Zagrebu - Njemačkoj je pritom bilo važnije savezništvo s Talijanima, od onoga s NDH.
Nakon četničko-partizanskih ustanaka 1941. godine (etnički Srbi koji su sudjelovali u ustancima su se tek kasnije međusobno podijelili na partizane i četnike), kojega su u stanovitoj mjeri organizirali i talijanski agenti (tako u autobiografskoj knjizi iznosi sam vođa ustanka u Srbu Gojko Polovina), Talijani su za nezadovoljstvo lokalnog stanovništva optužili ustaše  - što i nije bilo bez temelja, osobito kada je posrijedi nezadovoljstvo Srba. Na području svoje okupacijske zone (tzv. Druga Zona) - tj. približno na polovici NDH - s listopadom 1941. godine Talijani u suštini zamjenjuju vlast NDH svojom okupacijskom vlašću, koja uključuje također i komponentu civilne vlasti. Hrvatski činovnici potčinjeni su talijanskima, a hrvatski veliki župani postojali su samo na papiru.

## Pavelićev jednostrani raskid ugovora 10. rujna 1943. i odluke ZAVNOH-a
Nakon Kapitulacije Italije 8. rujna 1943. god., poglavnik NDH Ante Pavelić je 10. rujna 1943. godine objavio Državnopravnu izjavu o razrješenju Rimskih ugovora, u kojoj se navodi:
"...Ni jedne obveze iz ovih Rimskih ugovora nije talijanska vlada sa svoje strane izvršila, napose ne u pitanju granica, jamstva za političku nezavisnost i teritorijalnu cjelovitost te upravnog uređenja obćine Split i otoka Korčule, pa usliied toga ovi ugovori nikada nisu stupili u život. Naprotiv svi oni probitci Nezavisne Države Hrvatske, koji su gornjim ugovorima imali biti zaštićeni, bili su sa strane Kraljevine Italije trajno povrjeđivani.
Ovi su ugovori bili sklopljeni uz izričitu napomenu o članstvu ugovarajućih stranaka u novom europskom poredku.
Nakon što je Kraljevina Italija bez znanja i pristanka svojih saveznika utanačila primirje s neprijateljskom ratujućom strankom, i time sa izdvojila od dotadašnjih saveznika, nema nikakve stvarne ni pravne mogućnosti da bi i unaprijed sa strane Kraljevine Italije ti ugovori bili u život provedeni.
S tih razloga kao podpisnik tih ugovora izjavljujem, da oni nemaju nikakve obvezatnosti ni za Nezavisnu Državu Hrvatsku."
Nijemci su se suglasili s ovakvim potezom, te su pomogli uspostavu vlasti NDH u područjima (usim u Konavlima) u kojima su partizani bili pohitali uspostaviti svoju kontrolu nad gradovima i kojima se predao veliki broj talijanskih postrojbi. Zapravo je podrška Nijemaca bila mnogo važnija od Pavelićeve želje za sjedinjenjem tih područja s NDH: Nijemci moraju s partizanima voditi ozbiljne borbe na širem području Splita koje traju od 11. rujna do 2. listopada 1943. Nijemci za kontrolu nad tim dijelom Jadrana na kojem su se u svakom času mogli iskrcati Britanci i Amerikanci uključuju čak 30.000 svojih vojnika, kojima Pavelić u tom času može pomoći slanjem tek jedne jedine bojne ustaša.
Međutim je povjerenje u NDH, barem u krajevima koje su dotad kontrolirali Talijani, bilo nepovratno izgubljeno: NDH se u onim krajevima koji su do 1943. godine službeno bili dio Italije čak libila provoditi novačenje vojnih obveznika.
U isto vrijeme (20. rujna 1943. godine), nakon što su ustanici u Istri donijeli 13. rujna 1943. god. prvu od Pazinskih odluka o priključenju Hrvatskoj, donijeta je Odluka ZAVNOH-a o priključenju Istre, Zadra i svih spomenutih okupiranih dijelova matici Hrvatskoj.